# NGC 1049
NGC 1049 is een bolvormige sterrenhoop in het sterrenbeeld Oven. Het hemelobject ligt 630.000 lichtjaar (190 × 103 parsec) van de Aarde verwijderd en werd op 19 oktober 1835 ontdekt door de Britse astronoom John Herschel.
NGC 1049 is de helderste van zes bolvormige sterrenhopen in het dwergmelkwegstelsel ESO 356-G4 (Fornax Dwarf Galaxy). Dit stelsel en NGC 1049 bevinden zich een drietal graden ten zuidwesten van de dubbelster Beta Fornacis (schijnbare magnitude +3), en klimmen tijdens de culminatie, gezien vanuit de Benelux, tot 4 en een halve graad boven de zuidelijke horizon.

## Synoniemen
- ESO 356-SC3